# دیشینگن
دیشینگن (به آلمانی: Dischingen) یک منطقهٔ مسکونی در آلمان است که در هایدنهایم واقع شده‌است. دیشینگن ۴٬۵۱۳ نفر جمعیت دارد.

## خواهرخوانده
شهر میتلهرویگسدورف خواهرخواندهٔ دیشینگن هست.